# Аугија
Аугија (грч. Augeias, лат. Augeas) - Елидски краљ - син бога сунца Хелија и Хирмине, кћерке краља Нелеја.

## Митологија
Аугиј је био краљ Елиде и супруг Епикасте. Познат је био по свом стаду. Његово стадо је било благословљено, па је било имуно од болести, а штале су, јер се нису се чистиле, биле пуне ђубрета и нечистоће.
Херакле је од Еуристеја добио, као пети од дванаест задатака, да очисти Аугијеве штале, јер се Еуристеј досетио како да га понизи, јер је Херакле све претходне испунио, и они су само уздизали у очима људи, а овако, чишћењем штала, би се понизио.
Аугија је био Хелијев син, па је његово стадо било благословљено, а имао је 300 црних бикова, 200 плодних бикова и 12 сребрно-белих бикова који су бранили цело стадо. Његове штале нису биле очишћене јако дуго, а Херакле је све морао испразнити и очистити у једном дану.
Херакле је прво разбио два зида, а онда преусмерио реке Алфеј и Пенеј према стајама. У року од неколико сати, посао је био готов. Аугиј, по завршеном послу није хтео дати договорену десетину стоке Хераклу, па га је он убио, а његово краљевство дао његовом сину Филеју.